# Courtaulds
Courtaulds was een Britse fabrikant van kleding, kunstvezels en chemicaliën, die aan de wieg stond van de Algemene Kunstzijde Unie (AKU), omdat de oprichter daarvan, Jacques Coenraad Hartogs, hier in de leer is geweest. In 1998 werd Courtaulds overgenomen door AkzoNobel, het concern waar AKU een onderdeel van is gaan uitmaken.

## Ontstaan

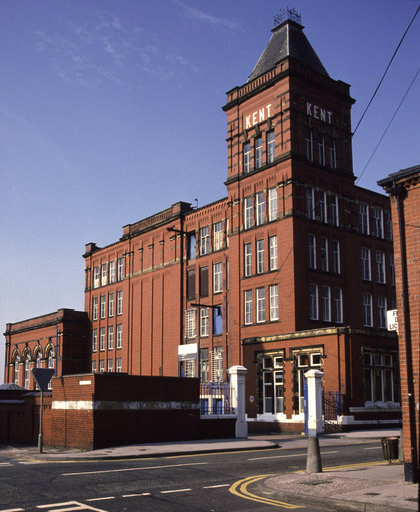
Kent Mill in Chadderton, een katoenspinnerij daterend uit 1908 en ooit onderdeel van de Courtaulds Group.

Het bedrijf is begonnen als een winkel in zijde, crêpe en textiel, die werd opgericht in 1794 door George Courtauld en zijn neef Peter Taylor. De winkel bevond zich te Pebmarsh in het noorden van het graafschap Essex. Deze zaak heette George Courtauld & Co. George' zoon Samuel Courtauld stichtte in 1810 een zijdespinnerij in Braintree, eveneens te Essex. De Courtaulds waren oorspronkelijk uit Frankrijk afkomstig, van waaruit ze omstreeks 1690 moesten vluchten, omdat ze hugenoten waren.
In 1818 keerde George Courtauld terug naar de Verenigde Staten, terwijl Samuel Courtauld en Taylor de onderneming – die nu bekendstond als Courtauld & Taylor – uitbouwden door meer fabrieken te bouwen, namelijk in Halstead en Bocking. In 1825 installeerde Courtauld een stoommachine in de fabriek te Bocking, en hij installeerde een mechanisch aangedreven weefgetouw te Halstead.
In 1850 had Courtauld meer dan 2000 mensen in dienst in zijn drie zijdespinnerijen, en hij kreeg ook meer partners erbij, waaronder in 1828 zijn broer, George Courtauld II (1802-1861) en in 1849 Peter Alfred Taylor (1819-1891), de zoon van Peter Taylor. Het belangrijkste product was rouwcrêpe. De prijzen voor crêpe daalden sterk in 1885, toen het niet meer in de mode was.
Op het eind van de jaren 90 van de 19e eeuw werd het viscoseproces ontwikkeld door Cross en Bevan. Stearn maakte vezels van viscose en nam er patent op. Courtaulds kocht de patenten en bouwde een fabriek in Coventry, die in 1905 ging produceren. In 1909 maakte deze al meer winst dan het conventionele deel van de productie, en in 1913 waren er reeds 3000 mensen in dienst. Het succes was mogelijk te danken aan kennis van de textielmarkt.
Ondertussen was ook de Vereinigte Glanzstoff Fabriken begonnen met een kunstzijdefabriek in Flint. In 1913 begon deze fabriek met de productie van viscose, in overeenstemming met Courtaulds. De fabriek werd tijdens de Eerste Wereldoorlog in 1917 genaast door Courtaulds en ging verder onder de naam Aber Works. In 1920 werd Castle Works gebouwd, en in 1922 Deeside Mill. In 1936 openden de Greenfield fabrieken. Op zijn hoogtepunt had Courtaulds 10.000 medewerkers op zijn vier locaties. Maar sinds 1950 ging de textielproductie geleidelijk achteruit, zodat Aber Works gesloten werd in 1957. In 1966 werd ze weer geopend om opnieuw kunstzijde te produceren, maar uiteindelijk sloot ze definitief en werd gesloopt in 1984. Castle Works sloot in 1977 en Deeside Mill in 1989. De terreinen huisvesten nu een winkelcentrum respectievelijk gemengde bedrijventerreinen.
In 1945 was Courtaulds een van de vier bedrijven die de Europese kunstvezelindustrie domineerden, waarbij AKU en Vereinigte Glanzstoff Fabriken (VGF) als een enkele groep werden geteld. De andere fabrikanten waren CTA -dat later met Rhône-Poulenc fuseerde- in Frankrijk, en Snia Viscosa in Italië. De activiteiten van Courtaulds op het Europese continent bestonden uit een fabriek voor viscosevezels in Frankrijk, waar 3.000 mensen werkten, en een 50% joint venture samen met VGF in Duitsland. Verder had Courtaulds een minderheidsbelang van 20% in een joint venture met Snia Viscosa. Deze laatste activiteit bloeide tot de jaren zestig van de 20e eeuw, waarna het product door modernere vezels werd vervangen.
Courtaulds diversificeerde ook. Niet alleen werden ook synthetische garens vervaardigd op basis van acryl, maar ook een coating-activiteit ontstond.
In later jaren, toen het slechter ging, werd ook de overgang gemaakt van een kunstvezelproducent naar een van de grootste textielconcerns ter wereld. Deze activiteit werd in 1990 losgemaakt van de rest van het bedrijf. Het merendeel van de productie zou voortaan plaatsvinden in Zuidoost-Azië en China. Het meest winstgevend was echter de chemiedivisie, wat echter sterk werd afgezwakt door de kunstvezelsector. Het chemiebedrijf ging verder als Courtaulds plc.

### Courtaulds plc
De chemiedivisie had 23.000 mensen in dienst, maar stond onder druk van een recessie. Men ging besparen en sloot in 1991 de Franse viscosefabriek. Een winstgevend product was Tencel, een op cellulose gebaseerde vezel waarvan de productie echter nauwelijks afvalstromen met zich meebracht en die sterker was dan katoen of gewone kunstvezel. Ze werd voor luxe textiel gebruikt.
AkzoNobel had vooral belangstelling voor de coatingsdivisie van Courtaulds en nam het bedrijf Courtaulds plc over in 1998.
In het kader van de fusie met AkzoNobel moest de lucht- en ruimtevaartdivisie van Courtaulds worden verkocht, hetgeen in 2000 gebeurde. Ze werd verkocht aan PPG Industries. Deze divisie vervaardigde coatings en afdichtmiddelen en had fabrieken in Frankrijk, de Verenigde Staten en Groot-Brittannië.
AkzoNobel voegde alle kunstvezelactiviteiten samen tot het bedrijf Acordis en verkocht dit aan een beleggingsmaatschappij, die het bedrijf weer opsplitste en delen ervan doorverkocht.

### Courtaulds Textiles
Courtaulds Textiles is Groot-Brittanniës grootste producent van lingerie en ondergoed, die 20.000 medewerkers heeft in Europa, Noord-Amerika en Azië. Deze onderneming werd in 2000 overgenomen door Sara Lee en is nu een divisie daarvan: het enige bedrijf dat nog de naam Courtaulds draagt.

## Externe bron
Dit artikel is gedeeltelijk een bewerking van het gelijknamige artikel uit de Engelstalige Wikipedia.